# Kazimierz Bogatko (starosta)
Kazimierz Bogatko  herbu Pomian (1660–1720) – starosta kiślacki.
Kazimierz Bogatko był synem Wiktoryna Bogatko (dziedzica dóbr Goniwilk i Bałbuchów w Ziemi Stężyckiej) i Katarzyny Karczewskiej herbu Jasieńczyk. Dziedzic Drzewicy, Strzyżowa, Strzyżówka w Opoczyńskiem, pułkownik gwardii koronnej od 1692 r., gorliwy stronnik króla Augusta II, broniąc go brał udział w konfederacji sandomierskiej 1705 roku i walczył ze Szwedami. Na skutek nadań królewskich zgromadził znaczy majątek. Kazimierz Bogatko był dwukrotnie żonaty: po raz pierwszy z Sydonią z Wielkich Kończyc Mniszech herbu Wandalin, a po raz wtóry z Barbarą z Wielkiego Granowa Granowską herbu Leliwa.
Z pierwszego związku Kazimierz Bogatko miał córki Ludwikę, żonę Jana Zakrzewskiego, cześnika brzeskiego kujawskiego, i Katarzynę, żonę chorążego trembowelskiego, Stanisława Jabłonowskiego. Z drugiego zaś syna Jana Bogatko, po którym potomstwo przetrwało do dziś.